# Othello

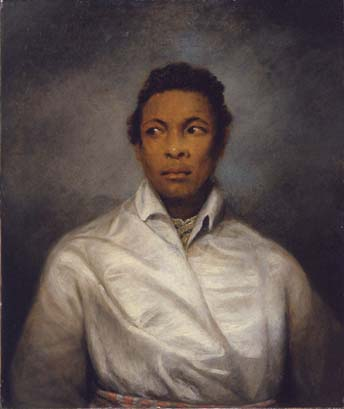
Ira Aldridge als Othello 1826

Othello, der Mohr von Venedig  (frühneuenglisch The Tragœdy of Othello, The Moore of Venice) ist ein Schauspiel von William Shakespeare. Es handelt von dem dunkelhäutigen Feldherren Othello, der aus übertriebener und durch den Intriganten Iago beförderter Eifersucht seine geliebte Ehefrau Desdemona und daraufhin sich selbst tötet. Shakespeares Quelle war eine Erzählung aus der Sammlung Hecatommithi des Italieners Giraldo Cinthio. Der Autor hat das Werk vermutlich um die Jahre 1603 oder 1604 fertig gestellt. Die erste Druckausgabe ist von 1622. Ein Jahr später erschien in der First Folio eine leicht revidierte Version des Stücks. Als früheste Aufführung ist aus einem Eintrag im Accounts Book des Master of the Revels eine Aufführung des Stücks durch die Schauspieltruppe Shakespeares im großen Festsaal der königlichen Residenz in Whitehall am 1. November 1604 bekannt. Die erste deutsche Übersetzung war Teil der Gesamtausgabe von Shakespeares Theatralischen Werken (1762–1766) durch Christoph Martin Wieland. Die deutsche Erstaufführung fand 1766 in Hamburg statt. Othello war schon zu Shakespeares Zeit ein äußerst erfolgreiches und populäres Werk, das seit seiner Entstehung eine dichte und ununterbrochene Bühnenpräsenz aufweist. Die bekannteste Adaption ist Verdis Oper Otello.

## Handlung
Für die Inhaltsangabe werden die aktuellen zweisprachigen Ausgaben von Frank Günther und Balz Engler verwendet. Der englische Text der dtv-Ausgabe entspricht der New Penguin Shakespeare-Edition von Kenneth Muir. Die Stauffenburg-Ausgabe verwendet die von Alfred Harbage besorgte Ausgabe des The Complete Pelican Shakespeare. Beide englische Editionen basieren auf der Folio-Version des Werkes. Textnoten und Randglossen sind dem Apparat sowie dem Szenenkommentar der englisch-deutschen Studienausgabe entnommen.

### Akt I
Brabantio wird aus dem Schlaf geweckt. Fremde lärmen vor seinem Haus und höhnen, seine Tochter habe sich davongemacht. Man ahnt das Schlimmste und begibt sich sofort auf die Suche. Tatsächlich hat Desdemona heimlich den Befehlshaber Othello geheiratet. Jetzt logiert das Paar im Haus „Zum Schützen“. Dort treffen ein wütender Vater mit seinen Angehörigen auf Abgesandte des Senates in Begleitung von Soldaten. Sofort stehen sich alle mit blankgezogenen Waffen gegenüber. Das Getümmel verstummt, als der Feldherr Ruhe gebietet, und beide Gruppen ziehen unvermittelt zum Palast des Dogen, denn es droht ein Überfall einer feindlichen Flotte. Der Krieg verlangt, dass Othello unverzüglich ausrückt, um das verbündete Zypern zu schützen. Der Senat legitimiert die heimliche Hochzeit des Paares und die junge Frau darf Othello begleiten.
[Szene 1] Der Edelmann Roderigo und Iago, ein Soldat niederen Ranges, sind nachts in Venedig unterwegs. Roderigo beschwert sich, dass Iago ihm etwas Wichtiges verschwiegen habe, obwohl er – der Begüterte – ihm stets Geld gab. Iago will aber von der Sache überrascht worden sein und ist ebenfalls wütend, weil er bei einer Beförderung übergangen wurde. Ein unerfahrener Konkurrent – Michael Cassio aus Florenz – sei bevorzugt worden, obwohl er, Iago, seinem Vorgesetzten – einem Mohren – stets treu gedient habe („… ich weiß um meinen Wert, der Posten steht mir zu.“). Nun hat er beschlossen sich zu verstellen („… ich bin nicht, was ich bin.“) und nur noch aus Eigennutz zu dienen. Als sie bei ihrem Ziel – dem Haus eines Venezianers – ankommen, fordert der nunmehr maskierte Iago seinen Begleiter auf, durch lautes Geschrei den Hausherrn Brabantio aus dem Schlaf zu wecken. Brabantio erscheint am Fenster, beschwert sich über den Lärm und muss hören, seine Tochter sei heimlich mit einem Fremden durchgebrannt. Der Hausherr erkennt einen der nächtlichen Ruhestörer – Roderigo – als den unerwünschten Freier seiner Tochter und wähnt einen üblen Scherz („… mit vollgesoffnem Hirn … kommst Du frech und störst mir meine Ruh.“). Ohne den Namen zu nennen, erklären die beiden ungebetenen Gäste mit derben Worten („schwarzer Bock, Berberhengst, Karnickelstellung“), dass Brabantios Tochter ohne dessen Einwilligung, heimlich, mitten in der Nacht den farbigen Feldherrn – Iagos Vorgesetzten – zum Mann genommen hat. Der Schwur des Edelmannes Roderigo, die Sache sei wahr, verunsichert Brabantio; er sucht seine Tochter im Haus, jedoch erfolglos, und bittet den nunmehr vertrauenswürdig erscheinenden Roderigo um Hilfe. Währenddessen macht sich Iago, der unerkannt bleiben will, davon. Brabantio ist außer sich, in Begleitung seiner Diener macht er sich im Nachtgewand zusammen mit Roderigo auf, ergreift Waffen, befiehlt, seinen Bruder, seine Verwandten und die Nachtwache zu alarmieren, um seine Tochter zu suchen und ihren Freier, den Feldherrn, dem er Zauberei unterstellt, festzunehmen.
[Szene 2] Iago treibt ein doppeltes Spiel. Noch in derselben Nacht sucht er Othello vor dessen Haus auf und berichtet, dass Brabantio seinen Herrn mit so üblen Worten geschmäht habe, dass er – dem es eine Gewissenssache sei, nie geplant zu morden – den Magnifico habe umbringen wollen. Othello solle sich vorsehen, denn Brabantio sei ein mächtiger und einflussreicher Gegner („… der halst Ihnen Last und Ärger auf, wie das Gesetz ihm Leine lässt.“). Othello vertraut Iago blind, er berichtet ihm, was er bislang niemandem mitgeteilt hat, nämlich dass er von hoher, königlicher Abkunft ist. In Begleitung von Dienern des Rates eilt Cassio herbei, der Othello eine äußerst dringliche Nachricht des Dogen bringt. Der Senat habe sich mitten in der Nacht versammelt wegen eines unmittelbar bevorstehenden Krieges („… drei Trupps sind ausgeschickt, Sie aufzustöbern“). Während Othello – „auf ein Wort“ – sein Haus betritt, unterhalten sich Fähnrich und Leutnant über die heimliche Hochzeit ihres Generals, als auch schon Brabantio auf der Suche nach Othello eintrifft und sich sofort beide Gruppen mit blankgezogenen Klingen gegenüberstehen („Die Waffen weg!“). Der betrogene Vater spart nicht mit deutlichen Worten („… der Drecksdieb, … die Kreatur mit rußschwarzer Brust … habe ein Kinderherz mit Kräutergift missbraucht … und sei ein Adept verbotener Künste.“). Brabantio will den Feldherrn in Haft sehen, aber ein Offizier des Dogen verlangt Gehör und überbringt das Gesuch, das beide wegen „dringlichster Staatsgeschäfte“ umgehend in den Senat bestellt.
[Szene 3] Zusammen mit anderen Senatoren berät der Doge die Hiobsbotschaft von einem Überfall der türkischen Flotte auf Zypern. Ein Tarnmanöver, bei dem dreißig Schiffe der „Ottomanen“ vorübergehend Kurs auf Rhodos halten, wird schnell durchschaut. Als Othello und Brabantio eintreffen, übersieht der Doge den Senatskollegen und wendet sich zuerst an Othello, um Brabantio sogleich für sein Versäumnis zu rügen („… Ihr Rat und Beistand hat uns heut gefehlt.“). Unbeeindruckt von dem bevorstehenden Krieg will Brabantio sein „privates Leid“ verhandeln und klagt, seine Tochter sei ihm durch Hexerei gestohlen worden. Der Doge zögert nicht einen Moment, seinem Ratsbruder jede Unterstützung zuzusichern („Wer der auch sei … das Blutbuch des Gesetzes solln Sie ihm lesen … und träfe ihre Klage auch Unseren eignen Sohn.“). Ohne im Entferntesten die gefährliche militärische Lage begriffen zu haben, klagt Brabantio den „Schwarzen“ an, der wohl wegen irgendwelcher Staatsgeschäfte vorgeladen sei. Der ganze Senat ist entsetzt („Das bedauern wir.“). Der Doge nimmt die Rolle eines Richters an und fordert die Parteien auf, ihre Sache vorzubringen. Brabantios Vorwurf der Hexerei weist er sofort kühl als unbewiesen ab. Othello bittet, zum Beweis seine Frau als Zeugin zu hören, und der Doge befiehlt, sie herzubringen („Holt Desdemona her.“), dann fordert er das Zeugnis des Angeklagten („Erzählen Sie, Othello“). Othellos Verteidigungsrede bringt eine überraschende Tatsache zu Tage, nämlich dass der Feldherr ein regelmäßiger und gern gesehener Gast im Hause Brabantios war und er dort stets aufgefordert wurde, aus seinem Leben und von seinen Taten zu berichten, wodurch er das Herz Desdemonas gewonnen hat. Der Doge ist sofort überzeugt („Diese Geschichte, glaub ich, würd’ auch meine Tochter gewinnen.“). Dann trifft Desdemona ein und bestätigt Othellos Bericht. Der Doge fordert, dass Brabantio einlenkt, was dieser zerknirscht tut, und Othello wird unverzüglich nach Zypern beordert („Die Sache drängt und fordert Eile.“). Er bittet darum, seine junge Frau mitnehmen zu dürfen, was der Doge voller Großmut gestattet und Brabantio auffordert, seine Vorbehalte gegen den „Mohren“ aufzugeben („Und hören Sie Signor, gäb’s helle Haut für Edelmut als Preis, dann wär’ ihr Schwiegersohn statt schwarz reinweiß.“). Am Ende der Szene und des ersten Aktes bleiben Roderigo und Iago auf der Bühne zurück und erörtern den Stand ihrer Unternehmungen sowie die Fortführung ihrer Pläne. Iago will zunächst ausschlafen – am Morgen geht es ins Feld –, Roderigo sieht sich gezwungen, seine Angebetete aufzugeben, und will sich daher „ersäufen“. Iago macht sich dabei über diesen Anflug von Melancholie bei seinem reichen Gönner lustig: Desdemona sei nicht mehr wert als eine „Bordsteinschwalbe“ und Selbstmordgedanken seien eine „Disziplinlosigkeit des Willens“ („Sei ein Mann! Ersäuf Katzen und junge Hunde!“). Er bedrängt Roderigo, ihn weiterhin für seine Dienste zu bezahlen („Mach Geld locker.“), bis dieser zusagt, all sein Land zu verkaufen. Allein auf der Bühne verhehlt Iago nicht seine Verachtung für den „Narren“, aus dem er eine „Börse macht“, und denkt laut nach, wie er Othello ins Unglück treiben werde:
„Ich hab’s! Ich hab’s gezeugt!
Von Höll’ und Nacht wird diese Mißgeburt zur Welt gebracht!“

### Akt II
Vor der Küste Zyperns herrscht ein schrecklicher Sturm. Der Gouverneur Montano erwartet die venezianische Flotte. Mit den verbündeten Schiffen treffen auch gute Nachrichten ein, die Flotte des Feindes ist von den Naturgewalten vernichtet worden. Eine Siegesfeier ist geplant, aber in der Nacht vor dem Fest kommt es zu einer Prügelei unter Soldaten, in deren Verlauf der Gouverneur von dem volltrunkenen Stellvertreter Othellos schwer verwundet wird.
[Szene 1] Die erste Szene besteht aus sechs Einzelelementen und wird von einem Gespräch zwischen Montano, dem Gouverneur von Zypern und seinen Edelleuten eröffnet. Montano erwartet die Ankunft Othellos; er ist sehr besorgt. Die Untergebenen des Gouverneurs berichten nämlich von einem schrecklichen Sturm, der die See in nie dagewesener Art aufpeitsche. („Kein Sturm hat je die Festung so erschüttert.“) Noch während man sich sorgt, dass der Sturm selbst die Ordnung des Himmels bedrohe („… und löscht die Wächter des Polarsterns aus.“) überbringt ein Bote die Nachricht, dass die türkische Invasionsflotte durch die Naturgewalten zerstreut worden sei („Der Krieg ist aus!“), und berichtet von der Ankunft von Leutnant Michael Cassio, dessen Schiff im Sturm von Othello getrennt worden sei. Montano will von seiner Festung zum Hafen, um nach dem „tapfern Schwarzen auszulugen“. Auf ihrem Weg treffen sie Cassio, der erneut betont, wie sehr Othello auf Zypern verehrt werde. Ein Bote berichtet von der Ankunft eines weiteren Schiffes und der Begeisterung des Volkes, das ebenfalls die Ankunft des Feldherrn erwartet. Montano erkundigt sich nach Othellos Verlobter, die Cassio überschwänglich beschreibt. („… eine Frau, die Vorbild ist für Hymnen und Elogen.“) Ein Bote verkündet die Ankunft von Iagos Schiff, in dessen Begleitung sich Desdemona und Iagos Frau Emilia befinden. Cassio begrüßt die „göttliche Desdemona“ mit Kniefall und einem Segensspruch. („Ein Hoch Dir Herrin!“) Mit Iagos Auftritt wandelt sich der Charakter des Einzelelementes unvermittelt ins Anzügliche. In einem Wortwechsel zwischen Iago und Desdemona gibt der Fähnrich Beispiele gereimter Zoten („Die Schwarze nimmt, um klug zu heißen, als Farbkontrast sich einen Weißen.“). Nach dem gewitzten Schlagabtausch spricht Iago beiseite ein Bekenntnis seiner Verschlagenheit und deutet dem Publikum den Plan an, den eitlen Cassio, der auch Desdemona küsst, als verliebt in die Braut des Feldherrn darzustellen. („Wenn’s doch nur Klistierspritzen wären, da hättst du besser küssen!“) Inzwischen trifft Othello ein und begrüßt seine Verlobte. („O meine tapfere Soldatin!“) In die Wiedersehensfreude des verliebten Paares spricht Iago beiseite sein Versprechen, deren Glück zu verderben. („Doch der Musik werd’ ich die Saiten lockern.“) Während sich das Paar zur Zitadelle aufmacht, wird Iago beordert, das Gepäck seines Herrn zu holen, was ihm Gelegenheit gibt, den Fortgang seiner Intrige mit Roderigo abzusprechen. Er überzeugt ihn davon, dass Desdemona in Cassio verliebt sei, und begründet dies, indem er ihr eine verdorbene Natur unterstellt, die schon bald Othellos überdrüssig werde und dann bei Cassio, dem „aalglatten Schlawiner“, sexuelle Abwechslung suche. Roderigo will das nicht glauben, er hält sie für „fromm und züchtig“, was Iago mit derber Wortwahl abtut. („Fromme Fürze. … Wenn sie so fromm und züchtig wär’, hätt’ sie sich nie in den Schwarzen vergafft.“) Roderigo solle nun in der Nacht den Leutnant bei seiner Wache auflauern und einen Streit provozieren. Iago werde dann dafür sorgen, dass sich der Streit zu Aufruhr und Meuterei entwickelt. Wenn Cassio beim Feldherrn dadurch in Ungnade falle, sei bald auch der Weg frei, dass Roderigo die vermeintlich untreue Braut dann für sich gewinnen könne. Im Schlussmonolog zur ersten Szene frohlockt Iago über seinen Racheplan.
[Szene 2] Die zweite Szene besteht aus nur einem Einzelelement. Ein Herold tritt auf und verkündet das Ende der Invasionsgefahr durch die türkische Flotte und die bevorstehende Hochzeit von Othello und Desdemona. Aus diesen Gründen darf jedermann feiern. („Alle Küchen und Keller sind geöffnet.“)
[Szene 3] Die dritte Szene ist ebenfalls in sechs Einzelelemente untergliedert. Zu Beginn erteilt Othello an Cassio den Befehl, die Wachen zu beaufsichtigen. In dem folgenden Einzelelement macht Iago wie gewohnt anzügliche Bemerkungen gegenüber Cassio und findet heraus, dass dieser keinen Alkohol verträgt. („Ich hab’ nun einmal leider diesen schwachen Punkt.“) In einem Zwischenmonolog beschließt Iago dies auszunutzen. („Wenn ich nur einen Becher in ihn reinbringe …“) In dem langen und komplexen dritten Einzelelement der 3. Szene kommt es zum ersten entscheidenden Wendepunkt in der Entwicklung des Dramas. Cassio hat entgegen seinem Vorsatz doch Wein getrunken. („Bei Gott, die haben mir schon sauber einen reingeschüttet.“) Gemeinsam mit dem Gouverneur Montano und seinen Edelleuten befeuert Iago das Gelage weiter durch das Anstimmen von Trinkliedern. Als Cassio völlig betrunken ist, macht er sich gemäß Othellos Befehl auf, die Wachen zu kontrollieren. Iago versteht es nun, gegenüber Montano ein schlechtes Bild des Leutnants zu zeichnen, indem er ihm Trunksucht unterstellt. („… seht nur sein Laster.“) Währenddessen hat Roderigo mit dem betrunkenen Cassio einen Streit angefangen und kommt, verfolgt von Cassio, laut schreiend angerannt. Als Montano ihn aufzuhalten versucht, greift Cassio den Gouverneur mit gezogener Waffe an. Wie verabredet beginnt Roderigo nun ein lautes Geschrei. („Meuterei!“) Die Wache eilt herbei und der Aufruhr weckt die halbe Stadt, im Nu erscheint auch Othello mit blankgezogener Klinge, der Gouverneur ist verwundet („Verdammt, ich blute!“). Der Feldherr ist außer sich. („Wer nur zuckt, der stirbt.“) Sein machtvolles Auftreten zwingt alle sofort zur Ruhe. In der Haltung eines Richters befragt er die Beteiligten. Cassio ist unfähig, sich zu verteidigen, Montano verwundet, so antwortet Iago und stellt die Sache zum Nachteil des Leutnants dar. Othello degradiert ihn („… nie mehr sei Du bei mir Offizier.“) und befiehlt seinem Fähnrich, dem er vollständig vertraut, die Lage zu beruhigen. Die folgenden Einzelelemente zeigen Iago und Cassio im Gespräch. Der gedemütigte Cassio ist ein leichtes Opfer für die Einflüsterungen des Fähnrichs. Dieser rät ihm, bei Desdemona um Beistand zu bitten, sie solle ein gutes Wort für ihn einlegen. („Der Rat ist gut.“) In einem Zwischenmonolog, dem fünften Einzelelement der Szene, fragt sich Iago verwundert, wieso seine Intrige eigentlich funktioniert. („Und wer kann sagen, ich spiele hier den Schurken?“) Er plant die Gutmütigkeit Desdemonas auszunutzen, („Theologie der Hölle!“) und gibt seinen nächsten Schritt dem Publikum preis, nämlich Othello weiszumachen, dass seine Frau ihm untreu und in Cassio verliebt sei. In dem letzten Einzelelement kommandiert er den verprügelten Roderigo in sein Quartier („Schaff Dich weg.“) Er ist jetzt für den Fähnrich nutzlos, da er sein ganzes Geld aufgebraucht hat. Im Schlussmonolog des zweiten Aktes kündigt er an, nun noch seine Frau Emilia für seine Intrige einzusetzen.
„So wird’s getan!
Lauheit und Zögern schaden nur dem Plan.“

### Akt III
Cassio wurde wegen des Angriffes auf den Gouverneur von Othello als sein Stellvertreter entlassen und will seinen Posten wiederhaben. Daher arrangiert er ein Ständchen mit Musikanten vor dem Haus seines Feldherrn, um ihn zu besänftigen, wird aber von dessen Narr abgewiesen. Während Othello mit dem Fähnrich Iago, den er zu seinem neuen Stellvertreter ernannt hat, die Befestigungsanlagen Zyperns inspiziert, sucht Cassio die Nähe von Desdemona, um sie davon zu überzeugen, für ihn bei Othello ein gutes Wort einzulegen. Desdemonas hartnäckiges Eintreten für Cassio macht Othello misstrauisch.
[Szene 1] Die erste Szene hat vier Einzelelemente. Sie spielt am frühen Morgen vor der Residenz Othellos auf Zypern. Die erste Handlungssequenz zeigt Cassio vor Othellos Haus. Er hat Musikanten hergebracht, sie sollen dem neuen Paar ein Hochzeitsständchen darbringen. Aber die Wahl der Musik ist unpassend. Othello schickt einen Bediensteten, seinen Narren, um die ungebetenen Gäste wegzuschicken, er möchte keine musikalischen Obszönitäten hören. In vollkommener Höflichkeit bezahlt der Narr die Musiker dafür, dass sie nicht spielen und gehen. Sie möchten sich bitte in Luft auflösen. Im zweiten Einzelelement bittet Cassio, nachdem die Musiker gegangen sind, den Narren um einen Gefallen. Er gibt ihm ein „bescheidenes Goldstück“, damit er Emilia zu ihm schicke. In dem dritten Einzelelement erscheint Iago. Er ist auf dem Weg zu Othello, der ihn und weitere Edle zu einer Besprechung geladen hat. Der kurze Wortwechsel zwischen beiden deutet an, dass die Szene sich unmittelbar an die Ereignisse der vorangegangenen Nacht anschließt. Nachdem er schon den Narren beauftragt hat, bedrängt Cassio nun noch Iago, dass er seine Frau zu ihm schickt, damit diese für ihn eine Audienz bei Desdemona arrangiert. Iago willigt ein. Ein viertes Einzelelement beschließt die erste Szene. In ihrer Funktion als Kammerfrau kommt Emilia aus dem Haus und erzählt Klatsch aus dem Haushalt ihrer Herrin. Othello habe – wohl zu Tisch – mit seiner Gattin über seinen ehemaligen Lieutenant gesprochen und ihr zugesagt, diesen bald wieder in seine alte Stellung einzusetzen. Cassio insistiert dennoch auf einem Gespräch mit Desdemona. Daraufhin bittet Emilia ihn ins Haus.
[Szene 2] Diese kurze Szene zeigt Othello, Iago und einige Edelleute bei einer militärischen Besprechung in Othellos Residenz. Iago nimmt ein Schreiben des Feldherrn in Empfang, das an den Senat von Venedig gerichtet ist und er einem Boten übergeben wird. Dann will der General die Befestigungsanlagen inspizieren.
[Szene 3] Das erste Einzelelement der dritten – der sogenannten Versuchungs-Szene, zeigt das diskrete Treffen, das Emilia für Cassio mit Desdemona arrangiert hat. Sie befinden sich in einem Teil der Residenz, wo sie weitgehend ungestört sind. Desdemona versichert Cassio, sich für ihn bei ihrem Ehemann zu verwenden, und Emilia sekundiert, dass auch ihr Mann Iago eine Rehabilitation Cassios unterstützen werde. Desdemona erklärt, sie halte die Entlassung des Lieutenants für eine „taktische Distanz“ – um etwa die aufgebrachten Gemüter der Einheimischen wegen des Angriffs auf den Statthalter Montano zu besänftigen. Letztlich verbürge sie sich für Cassios Anliegen und setze gar ihr Leben für die Wiederherstellung seiner Position ein. In dem zweiten Einzelelement der Szene kehren Iago und Othello von ihrer Inspektion der Befestigungsanlagen zurück. Als Cassio sie kommen sieht, stiehlt er sich davon, er will seinem General nicht begegnen. Der Fähnrich bemerkt dies zuerst, Othello ist sich nicht sicher, er will von Iago eine Bestätigung seines Eindruckes haben. Bei ihrem Zusammentreffen spricht Desdemona ihren Gatten direkt auf Cassio an. Sie bedrängt ihn, den Lieutenant sofort zu sich zu rufen, und erinnert Othello daran, dass Cassio es war, der ihn in die Gesellschaft ihres Vaters Brabantio eingeführt hat und sein Brautwerber war. Othello ist über das Verhalten seiner Frau zunehmend ungehalten und schickt sie und Emilia schließlich weg. In dem dritten Einzelelement gelingt es Iago, bei seinem Herrn Zweifel an der Treue seiner Gattin zu wecken. Er beginnt mit der scheinbar unverfänglichen Frage, ob Cassio von der Zuneigung Othellos zu Desdemona wusste. Er deutet an, er habe zu der Sache einen Hintergedanken, und stachelt dann Othellos Neugierde an. Als der Feldherr seinen Fähnrich auffordert, seine Gedanken auszusprechen, weigert sich Iago mit der Begründung, es sei die Freiheit der Sklaven, ihre Gedanken für sich zu behalten. Stattdessen räsoniert er über den guten Ruf seines Herrn, das „scharf-äugige Ungeheuer“ der Eifersucht und die Untreue der Ehefrauen. Als Othello Gewissheit darüber haben will, ob seine Frau ihm treu ist, verspricht Iago der Sache auf den Grund zu gehen. Desdemona tritt auf und erinnert Othello daran, seiner Pflicht als Gastgeber für ein Fest nachzukommen. Othello klagt über Kopfschmerzen und seine Frau will ihn mit ihrem Taschentuch die Stirn verbinden. Dabei verliert sie das Tuch. Emilia nimmt das verlorene Tuch an sich. Sie will es kopieren und dann ihrer Herrin zurückgeben, die Kopie will sie ihrem Mann geben. Iago nimmt es ihr ab und offenbart dem Publikum seinen Plan, das Tuch Cassio unbemerkt zukommen zu lassen. Im letzten Einzelelement vertieft Iago das Misstrauen seines Herrn gegenüber seiner Gattin. Othello befördert Iago zu seinem Stellvertreter.
[Szene 4] Die vierte Szene hat fünf Einzelelemente und beginnt damit, dass Desdemona den Narren beauftragt, Cassio zu suchen, nachdem sie ihn erfolglos befragt hat. Er antwortet auf ihre Erkundigung nur mit Wortspielen und Gegenfragen. Dann fragt sie Emilia beiläufig nach ihrem Taschentuch, diese antwortet ausweichend. Sie beruhigt sich mit dem Gedanken, ihr Gatte sei ja aus keiner Niedertracht geschaffen. Das zweite Einzelelement spielt in Gegenwart von Emilia. Gleich zu Beginn verlangt Othello von seiner Frau das Taschentuch, das er ihr einstmals als Unterpfand seiner Liebe gab. Als sie ihm gesteht, es nicht bei sich zu haben, erzählt er ihr eine Geschichte, wie er zu dem Tuch kam. Es sei ein Geschenk seiner Mutter und habe die Kraft, den Gatten in Liebe zu verzaubern. Es sei von einer Sibylle im „prophetischen Wahn“ gestickt und der Stoff sei in einer Tinktur gefärbt worden, die sie aus den Herzen von Jungfrauen gewonnen habe. Mit einem Fluch geht Othello ab und Emilia kommentiert sein Verhalten mit Verachtung: [Männer] sind alle nur Mägen … wenn sie satt sind, rülpsen sie uns aus. In dem nächsten Einzelelement treffen Iago und Cassio ein. Cassio drängt wieder darauf, dass Desdemona eine Audienz für ihn bei ihrem Mann arrangieren soll, aber Desdemona lehnt ab, die Situation sei unpassend, weil Othello zornig sei, was Iago umgehend so kommentiert, dass es dafür einen gewichtigen Grund geben müsse. Die nächste (kurze) Einzelelement schließt mit einem Dialog zwischen Desdemona und Emilia, wo beide über die Gründe von Othellos Zorn rätseln: Staatsgeschäfte oder Eifersucht? Desdemona will ihren Ehemann suchen, um ihm erneut Cassios Anliegen vorzutragen, dieser solle vor der Residenz warten. Während Cassio vor Othellos Residenz wartet, tritt seine Freundin Bianca auf. Sie war auf der Suche nach ihm und macht ihm Vorwürfe wegen seiner langen Abwesenheit. Er entschuldigt sich, schützt Beschäftigung vor und gibt ihr ein hübsches besticktes Taschentuch mit der Aufforderung, es für ihn zu kopieren, bevor er es zurückgeben muss, denn er wisse nicht, wo es herstammt, habe es bloß in seinem Zimmer gefunden. Bianca ist eifersüchtig, sie vermutet, er habe eine heimliche Freundin, willigt aber letztlich ein und erwartet ihn bei sich zu Hause.

### Akt IV
Auf Othellos Verlangen beschafft Iago Beweise dafür, dass seine Ehefrau ein Verhältnis mit Cassio hat. Iago berichtet, Cassio habe im Traum davon gesprochen, mit Desdemona geschlafen zu haben, bei einer Belauschungsszene scheint Cassio verliebt von Desdemona zu sprechen und Iago schafft es, dass ein wertvolles Verlobungsgeschenk Othellos in den Besitz von Cassio gelangt. Othello ist nun von der Untreue seiner Frau überzeugt und schwört Rache. Iago solle Cassio töten, Othello wird seine Frau in ihrem Ehebett ermorden.
[Szene 1] Die erste Szene hat sieben Einzelelemente und startet inmitten eines erregten Gespräches zwischen Iago und Othello, in dem der Fähnrich seinen General glauben macht, Cassio habe gestanden, eine Nacht mit Desdemona verbracht zu haben. Der Feldherr gerät in solche Aufregung, dass er im wörtlichen Sinne seine Sprache verliert, nur noch stammelt und dann bewusstlos stürzt. Beim Eintritt von Cassio erklärt Iago ihm diesen Zustand als Epilepsie und berichtet, es sei der zweite Anfall innerhalb kurzer Zeit. Als Othello wieder zu sich kommt, arrangiert Iago eine Belauschungsszene, die seinen Herrn von der Schuld Cassios überzeugen soll. Als Cassio wie erwartet eintritt, beginnt der Fähnrich mit ihm ein Gespräch über Bianca  und bringt ihn dabei mit Späßen zum Lachen, wobei der lauschende Othello glaubt, Cassio rede über Desdemona. Bianca tritt hinzu und gibt Cassio voller Vorwürfe von Untreue das Taschentuch zurück, das er ihr zum Kopieren gab. Nach dem Abgang von Bianca und Cassio setzen Othello und Iago ihr Gespräch vom Beginn der Szene fort. Iago erinnert seinen Herrn an Cassios Lachen und daran, dass das Taschentuch, das er nun mit seinen eigenen Augen gesehen hat – oder zu sehen glaubte –, dasselbe sei, das er, Othello, seiner Frau geschenkt hat. Othello ist außer sich vor Wut – ich werde sie in Stücke hacken –, aber Iago schlägt vor, sie in ihrem Bett zu erwürgen. In dem nun folgenden Einzelelement tritt – in Begleitung von Desdemona – der Würdenträger Ludovico mit einer Botschaft des Dogen auf. Der Feldherr wird zurück nach Venedig beordert und Cassio zum Statthalter des Senats in Zypern ernannt. Im Laufe eines Wortwechsels voller Missverständnisse schlägt Othello seine Frau, was bei dem Würdenträger völliges Entsetzen auslöst. Er besteht auf einer Klärung der Sache und einer Entschuldigung Othellos. Nach dem Abgang von Othello und Desdemona vertieft Iago das Misstrauen des venezianischen Würdenträgers, der nun überzeugt ist, dass sich alle in Othello getäuscht haben.
[Szene 2] Die zweite Szene hat fünf Einzelelemente und heißt Bordell-Szene, weil Othello die Kammerzofe seiner Ehefrau als eine Kupplerin und Bordellmutter bezeichnet. Othello befragt Emilia. Othello befiehlt Desdemona zu sich. Der Feldherr demütigt seine Frau, bezeichnet sie als Ungeziefer und schimpft Emilia eine Pförtnerin der Hölle. Othello geht ab und Emilia und Iago treten zu Desdemona. Iago quält Desdemona mit Andeutungen ihrer Untreue und wähnt, ein (verborgener) Schurke treibe ein böses Spiel. Dann bagatellisiert er die Situation, sein Herr sei ja bloß wegen Staatsgeschäften verärgert. Iago überredet Roderigo dazu, Cassio zu ermorden.
[Szene 3] Die kurze dritte Szene heißt Weidenlied-Szene und bereitet den tragischen Höhepunkt des Stückes vor. Das erste kurze Einzelelement zeigt den gesamten Hausstand Othellos zusammen mit seinem Gast, dem venezianischen Gesandten. Othello begleitet Ludovico aus dem Haus und weist seine Frau rüde an, zu Bett zu gehen und alles Gefolge wegzuschicken. In ihrem Schlafgemach hilft Emilia ihrer Herrin bei ihren Vorbereitungen für die Nacht. In Todesahnung singt Desdemona den Willow Song.

### Akt V
Der Mordanschlag auf Cassio scheitert, Iago tötet den Attentäter. Nachdem Othello seine Frau ermordet hat, offenbart ihm Emilia, dass der Feldherr ein Opfer von Intrigen war, woraufhin Othello Selbstmord begeht.
[Szene 1] Die erste Szene des fünften Aktes hat fünf Einzelelemente. In dem ersten Einzelelement verübt Roderigo im Auftrag Iagos einen Mordanschlag auf Cassio, beide werden verwundet. In dem zweiten Einzelelement tritt Othello auf und wähnt, Iago habe den Auftrag erfüllt. Anschließend tritt Iago hinzu und tötet Roderigo. Iago und Edelleute versorgen den verwundeten Cassio, Bianca tritt hinzu und wird sofort von Iago verdächtigt, an dem Mordkomplott beteiligt zu sein. Im letzten Einzelelement tritt Emilia hinzu und Iago vertieft seine Vorwürfe gegen Bianca.
[Szene 2] Die letzte Szene hat acht Einzelelemente und beginnt mit einem Selbstgespräch Othellos und der berühmten Formulierung: Die Sache will’s. Zu Beginn der Szene erwürgt Othello seine Frau, Emilia tritt hinzu und ruft um Hilfe, während Desdemona stirbt. Emilia klagt Othello an, aber Iago tritt hinzu und tötet seine Frau. Als Emilia stirbt, bereut Othello seine Tat und tötet sich. Epilog.

## Literarische Vorlagen und kulturelle Bezüge
Die Handlung entwickelte Shakespeare nach der 7. Erzählung der 3. Dekade aus der Sammlung Hecatommithi des Italieners Giraldo Cinthio (auch Cinzio), einer in ganz Europa bekannten und beliebten Novellensammlung nach dem Vorbild von Giovanni Boccaccios Decamerone. Cinthios Werk wurde 1565 im Original veröffentlicht und erschien 1584 in einer französischen Übersetzung. Eine frühe englische Übersetzung ist nicht überliefert; ob Shakespeare das Original kannte, die Übersetzung ins Französische oder aber eine inzwischen verschollene englische Übersetzung nutzte, ist ungeklärt.
Shakespeare verleiht der Erzählung einen neuen Anfang: Die Ereignisse in Venedig und der Seesturm vor Zypern finden sich nicht in der Vorlage. Auch das Ende der Geschichte wird von Shakespeare verändert; in Cinthios Erzählung versucht der Mohr zunächst, sich der Strafe zu entziehen. In dem eigentlichen Handlungsspiel von den Ränken und Intrigen des gerissenen Schurken folgt Shakespeare relativ genau dem Handlungsverlauf der Vorlage Cinthios; allerdings strafft er den Handlungsverlauf von Wochen oder Monaten auf wenige Tage. Durch diese zeitliche Konzentration wird bei Shakespeare die ungetrübte Ehezeit auf eine kurze, mehrfach unterbrochene Liebesnacht reduziert und die Katastrophe folgt mit unaufhaltbarer Geschwindigkeit, so dass kein Raum für überlegtes und geplantes Handeln bleibt. Die zeitliche Straffung in der Tragödie entspricht der kausalen Intensivierung: Iago wird im Gegensatz zu der Geschehenskette in Shakespeares Quelle nicht erst nach der Hochzeitsnacht, sondern schon zuvor an früher Stelle eingeführt und zeigt sich bereits von Anfang an als allgegenwärtiger Strippenzieher, der bereits Intrigen plant und seine Verstellungskunst vorführt, bevor er Othello zu blinder und unbegründeter Eifersucht verführt.
Einige Stellen in Shakespeares Othello sind dichter am italienischen Original als in Gabriel Chappuys Übersetzung ins Französische von 1584. Die einzige Person in Cinthios Erzählung, die einen Namen trägt, ist Desdemona; weitere Figuren sind ein boshafter Fähnrich, ein Kapitän und ein Maure. Der Fähnrich begehrt Desdemona und sinnt auf Rache, weil sie ihn zurückweist. In Cinthios Erzählung bereut der Maure die Ermordung seiner Frau jedoch nicht. Er und der Fahnenträger fliehen aus Venedig und werden erst später getötet. Die Moral legt Cinthio der Desdemona in den Mund: Europäische Frauen begingen einen Fehler, wenn sie die heißblütigen, unberechenbaren Männer anderer Nationen ehelichten.
Shakespeare hält sich dagegen in der Ausgestaltung der Charaktere sowie ihrer Beziehungen zueinander und in der Dramatisierung der dem Handlungsverlauf zugrundeliegenden Themen wie Eifersucht, Gutgläubigkeit, Außenseitertum oder Geschlechterrollen und -konflikte nicht an die Vorgaben Cinthios, der seine Geschichte in der Charakterisierung und Moralisierung auf vergleichsweise einfacher Ebene erzählt.

## Datierung

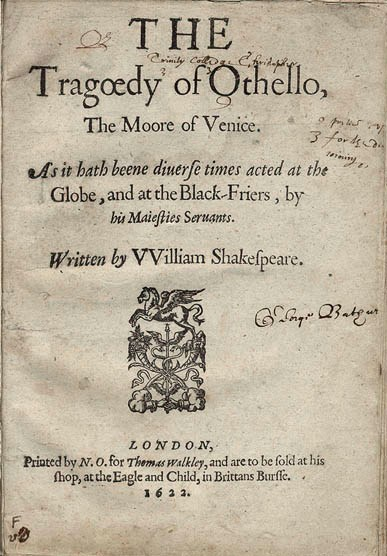
Othello: Titelblatt der ersten gedruckten Quartoausgabe von 1622

Die genaue Entstehungsgeschichte des Werkes ist nicht überliefert; mit relativ hoher Sicherheit kann aus heutiger Sicht nur ein Abfassungszeitraum zwischen frühestens 1601 (terminus a quo) und spätestens Herbst 1604 (terminus ad quem) rekonstruiert werden. Die meisten Shakespeare-Forscher gehen in diesem Zeitrahmen von einer eher späten Entstehung des Werkes um 1603/4 aus; eine frühere Abfassung um 1601/02, wie sie in der jüngeren Diskussion beispielsweise E. A. J. Honigmann für wahrscheinlicher hielt, wird dabei jedoch nicht grundsätzlich ausgeschlossen.
Der spätestmögliche Entstehungszeitpunkt ergibt sich aus einer bekannten Hofaufführung von Othello aus Anlass des Allerheiligenfests am 1. November 1604. Belegt ist ein Eintrag von Sir Edmund Tilney, dem Master of the Revels, in seinem Rechnungsbuch (Accounts Book) für das Jahr 1604 über eine Aufführung im großen Festsaal (Banqueting House) des Palastes in Whitehall an diesem Tag: „By the Kings Maiesties plaiers. Hallamas Day being the first of Nouember. A play in the Banketing house at Whithall called the Moor of Venis. [by] Shaxbred [=Shakespeare]“.
Wie andere Dramen, von denen eine Hofaufführung überliefert ist, wurde das Werk wahrscheinlich nicht ausschließlich für diesen Zweck geschrieben, sondern zuvor wohl öffentlich aufgeführt. Da die öffentlichen Theater in London von März 1603 bis April 1604 geschlossen waren, wäre demgemäß von einer früheren Aufführungs- und Entstehungszeit spätestens im Frühjahr 1604 oder sogar vor März 1603 auszugehen.
Der frühestmögliche Zeitpunkt der Entstehung ist nicht mit gleicher Eindeutigkeit oder Gewissheit durch äußere Zeugnisse bestimmbar, sondern wird in der jüngeren Shakespeare-Forschung vor allem aus textinternen Hinweisen indirekt erschlossen. Verschiedene Details in den exotischen geografischen Beschreibungen in Othello deuten auf Philemon Hollands Übersetzung der Historie of the World (Naturalis historia) von Plinius und können eigentlich nicht ohne deren Kenntnis geschrieben worden sein. Hollands Übersetzung ist zeitlich ziemlich genau datierbar; der entsprechende Eintrag zur Druckanmeldung im Stationers’ Register wurde 1600 vorgenommen; der Erstdruck erschien 1601 mit einer einleitenden Epistel Hollands, die auf den „Iuniij xij.1601“ datiert ist. Der sich daraus ergebende terminus a quo für Othello ist in der gegenwärtigen Shakespeare-Diskussion weitgehend unstrittig.
Möglicherweise ist die erste Fassung des Stücks bereits kurz danach entstanden; als wesentliche Indizien für eine solche Vermutung werden hauptsächlich mehrere offensichtliche Textechos aus Othello in dem ersten Quarto-Druck (Q1) von Hamlet gesehen, der am 26. Juli 1602 vom James Roberts im Stationers’ Register angemeldet und 1603 veröffentlicht wurde. Dieser Erstdruck von Hamlet gilt als sogenanntes bad quarto, das auf einer Mitschrift eines Theaterbesuchers oder einer Gedächtnisrekonstruktion eines Schauspielers beruht. Da die ersten gedruckten Textfassungen von Othello nach heutigen Erkenntnissen jedoch wahrscheinlich auf Shakespeares eigene Manuskripte zurückzuführen sind, können die Entlehnungen nur in einer Richtung als falsche Erinnerung von jemandem erklärt werden, der beide Stücke kannte; Othello müsste dementsprechend spätestens im Sommer 1602 entstanden sein. Verschiedene metrische und stilistisch-lexikalische Vergleichsanalysen mit anderen Shakespeare-Stücken weisen im statistischen Durchschnitt ebenfalls auf das Jahr 1602, haben aus prinzipiellen methodischen Gründen jedoch nur eine eingeschränkte Beweiskraft. Honigmann versucht ferner in einer komplexen mehrschrittigen Argumentation aus den unterschiedlichen Besetzungsanforderungen der beiden ersten Textversionen von Othello, die sich aus der Entfernung des Willow Song (4.3, 30–50 und 52–54) von Desdemona ergeben, im Zusammenhang mit dem Stimmbruch des Schauspieljungen, der diese Rolle spielte, ein Entstehungsdatum im Winter 1601/02 zu rekonstruieren; seine Argumentationskette enthält an mehreren Stellen jedoch ungesicherte spekulative Annahmen, die durch andere hypothetische Überlegungen mit gleicher Wahrscheinlichkeit zwar entkräftet, nicht jedoch zweifelsfrei ausgeschlossen werden können.
Für eine spätere Datierung der Werkentstehung auf 1603/04 sprechen demgegenüber gewisse zeit- und theatergeschichtliche Begleitumstände sowie mutmaßliche intertextuelle Beziehungen mit anderen Werken, die erst in diesem Zeitraum erschienen sind.
Nach seinem Regierungsantritt 1603 übernahm James I. die Schirmherrschaft über Shakespeares Schauspieltruppe. Dokumentiert ist ein besonderes Interesse des neuen Königs an den Auseinandersetzungen zwischen dem Osmanischen Reich und den christlichen Mittelmeermächten. Ein erstmals 1591 veröffentlichtes Gedicht des Königs über die Niederlage der Türken in der Seeschlacht von Lepanto (1571) wurde 1603 nachgedruckt. In diesem Kontext könnte Othello mit Blick auf die Interessen und den Geschmack des neuen Schirmherren erst 1603 oder kurz vor der Hofaufführung Ende 1604 verfasst worden sein. Die Aufnahme von Ben Jonsons Maskenspiel Blackness in das höfische Unterhaltungsprogramm im Winter 1604/1605 deutet ebenso auf die Faszination, die dunkelhäutige exotische Figuren auf die neue Königin und ihre Hofkreise damals ausübten; der Mohr als Protagonist in Shakespeares Werk hätte auch in dieser Hinsicht dem Publikumsinteresse am Hof zu dieser Zeit entsprochen. Ein möglicher Bezug auf Othello im ersten Teil von Dekkers und Middletons The Honest Whore, das 1604 uraufgeführt und am 9. November des Jahres im Stationers’ Register eingetragen wurde, kann darüber hinaus als Hinweis auf die Neuheit und Aktualität von Shakespeares Stück in diesem Zeitraum gesehen werden, würde jedoch eher eine Entstehungszeit bereits im Verlauf des Jahres 1603 nahelegen.
In der jüngeren Diskussion werden ebenfalls Ähnlichkeiten zwischen Othello und Shakespeares Komödie Maß für Maß thematisiert, die einen gleichen Entstehungszeitraum vermuten lassen. Als Vorlage für verschiedene Handlungselemente greift Shakespeare in beiden Werken auf Giraldo Cinthios Erzählsammlung Gli Hecatommithi (um 1565) zurück; auffällig ist ferner die Verwendung des Namens „Angelo“ sowohl für den Protagonisten in Maß für Maß als auch den „Signor Angelo“ aus dem Botenbericht des Seemanns in Othello (1.3, 16). Für den 26. Dezember 1604 ist eine Hofaufführung von Maß für Maß belegt; eine Entstehung dieses Werkes zwischen 1603 und 1604 gilt als wahrscheinlich. Eine gleichzeitige Arbeit Shakespeares an beiden Stücken ist durchaus denkbar und würde die Annahme stützen, dass es sich bei Othello um die erste jakobäische Tragödie Shakespeares handeln könnte.
Der Name „Angelo“ taucht gleichfalls in Richard Knolles’ geschichtlichem Bericht The Generall Historie of the Turkes auf. Knolles erwähnt in seiner ausführlichen Schilderung der Auseinandersetzungen zwischen den Venezianern und den Türken vor der Belagerung von Nikosia 1570 einen Befehlshaber der venezianischen Streitkräfte namens „Angelus Sorianus“ („Angelo Soriano“). Der Botenbericht in Othello stimmt dabei offenbar in verschiedenen Details vor allem im Hinblick auf die Taktik der türkischen Flotte mit den Angaben von Knolles überein und deutet darauf hin, dass Shakespeare diese Darstellung der historischen Ereignisse vor der Abfassung von Othello bekannt gewesen sein dürfte. Knolles’ Werk, das James I. gewidmet wurde, ist in einer einleitenden Epistel datiert auf „the last of September, 1603“ und würde damit Ende 1603 als frühestmöglichen Entstehungszeitraum für Othello belegen. Allerdings sind die Entsprechungen nicht präzise oder umfangreich genug für einen zweifelsfreien Nachweis der Nutzung von Knolles’ Werk als Vorlage für Othello. Es ist zudem möglich, dass Shakespeare The Generall Historie bereits vor der Drucklegung im September 1603 als privates handschriftliches Manuskript zugänglich war.

## Textgeschichte

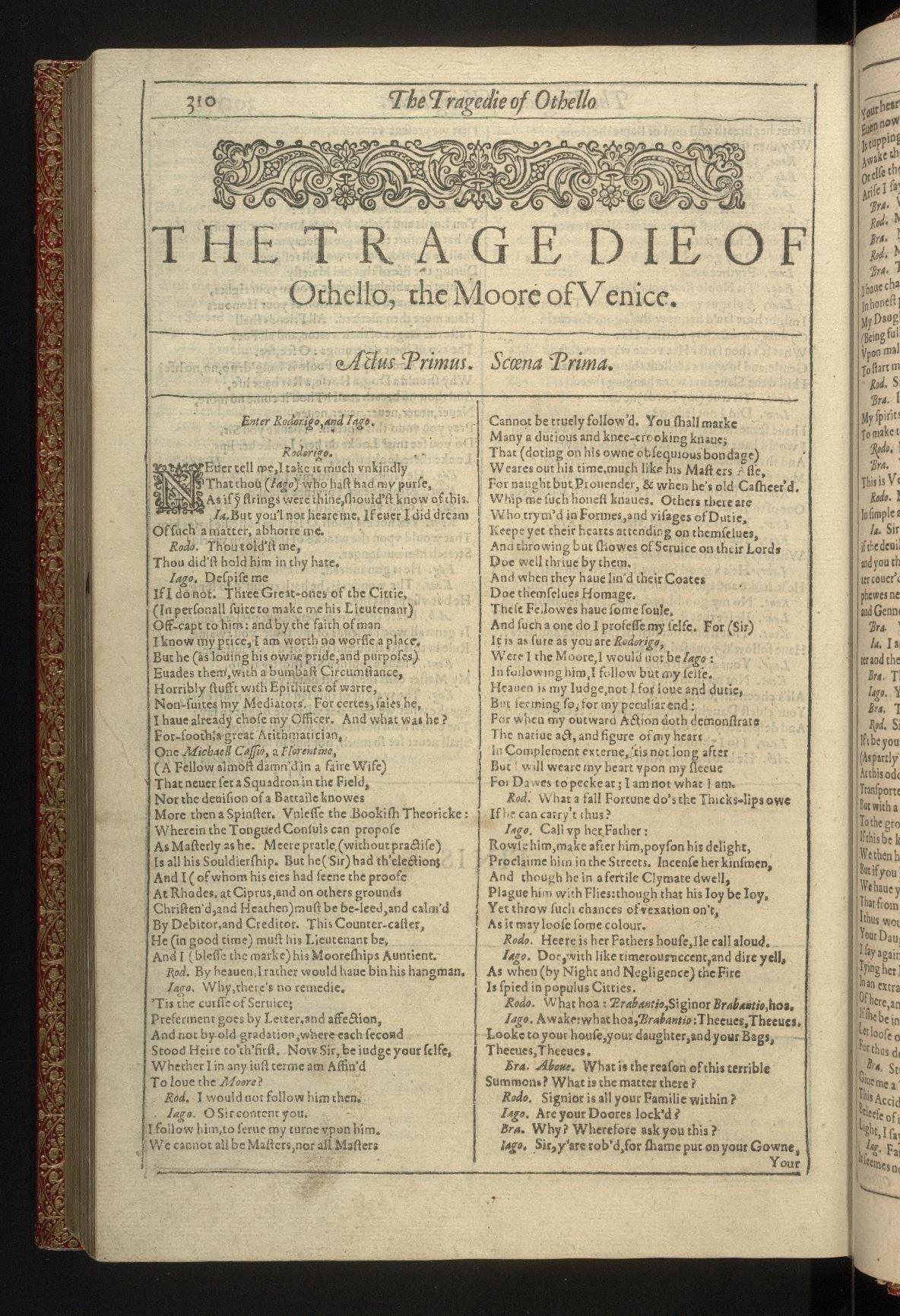
Othello: Erste Folioausgabe von 1623

Wie bei allen anderen Werken Shakespeares ist ein Originalmanuskript des Stückes nicht überliefert. Für moderne Herausgeber gehört Othello zu den schwierigsten Werken, da zwei frühe Druckversionen existieren, die deutliche Unterschiede aufweisen, wobei weder die Beziehung der beiden Druckfassungen zu Shakespeares Autograph noch ihr Verhältnis zueinander sich eindeutig klären lässt.
Das Stück erschien erstmals 1622 einzeln im Druck als Quartoausgabe (Q), der nach Ansicht verschiedener Editoren möglicherweise einer Abschrift von Shakespeares eigenem Manuskript zugrunde lag. Ein Jahr später wurde das Werk gesammelt in der Folioausgabe von 1623 (F) erneut gedruckt. Grundlage für diesen Druck war eventuell eine eigene Abschrift Shakespeares eines von ihm überarbeiteten Manuskriptes. Je nach Edition galten beide Druckfassungen lange Zeit gleichzeitig als verlässliche Quellen, obwohl die beiden Versionen erheblich voneinander abweichen.
Die einzelnen Varianten sind zwar an zahlreichen Stellen nicht substantiell, summieren sich jedoch auf über 1000 Stellen, was etwa einem Drittel des Gesamttextes entspricht. Darüber hinaus enthält (F) etwa 150 Zeilen, die in (Q) fehlen, während (Q) umgekehrt etwa ein Dutzend Zeilen aufweist, die nicht in (F) enthalten sind.
In den zusätzlichen Zeilen der Folioausgabe von 1623 finden sich eine Reihe durchaus bedeutenderer Ergänzungen; so beispielsweise Roderigos Bericht über die heimliche Flucht Desdemonas (I, i, 122–138) oder Zusätze in Othellos Text, die seine Sorge um Desdemonas eheliche Treue in differenzierter Form zum Ausdruck bringen (z. B. III, iii, 388–395). Die Foliofassung von 1623 enthält ebenso im Gegensatz zur ersten Quartoausgabe Desdemonas Willow Song (IV, iii, 30–51, 53–55, 58–61) sowie Emilias protofeministische Kritik (IV, iii, 84–101) und ihre Verurteilung von Othello und Iago (V, ii, 192–200).
Durch diese Ergänzungen in (F) wird der pessimistische Grundton des Stückes teilweise zurückgenommen und die Rolle Desdemonas passiver und tugendhafter oder unterwürfiger gezeichnet als in (Q). Desdemonas offenes Bekenntnis zu ihrer Sexualität in der Szene vor dem Senat in dem ersten Quartodruck wird in der Folioausgabe gestrichen und durch weniger anstößige Formulierungen ersetzt (z. B. I, iii, 250); ebenso entfallen zahlreiche Flüche oder vulgäre Ausdrücke in der Foliofassung, wahrscheinlich als Reaktion auf den Profanity Act von 1606, der Flüche auf der Bühne verbot.
Im Gegensatz zu früheren Editoren gehen heutige Herausgeber im Großen und Ganzen davon aus, dass keine der beiden frühen Druckfassungen unmittelbar auf ein zuverlässiges autographes oder autornahes Manuskript zurückgeführt werden kann, und nehmen zumeist an, dass (F) nach einem handschriftlich veränderten, teilweise verbesserten und ergänzten, teilweise aber auch entstellten Exemplar von (Q) gesetzt wurde.
Beim gegenwärtigen Stand der Shakespeare-Forschung liefert keine der verschiedenen bislang veröffentlichten Theorien über das Zustandekommen der beiden unterschiedlichen ersten Druckausgaben eine letztlich schlüssige und alle relevanten Tatbestände zweifelsfrei erklärende oder berücksichtigende, gesicherte Erkenntnis über die Beziehung zu Shakespeares eigenhändigem Manuskript. Alle in dieser Hinsicht bislang vorliegenden Erklärungsansätze basieren an entscheidenden Stellen in ihrer jeweiligen Argumentation auf rein hypothetischen Annahmen, die empirisch nicht eindeutig verifizierbar sind und sich durch gegenläufige, gleichwohl mögliche oder wahrscheinliche Vermutungen entkräften lassen.
So wird von heutigen Shakespeare-Forschern zum Teil gleichermaßen aus guten Gründen die frühere These der Existenz eines einzigen autoritativen Urmanuskripts Shakespeares aufgegeben zugunsten der Annahme einer von Shakespeare selbst möglicherweise bewusst intendierten oder konzipierten Gestaltung verschiedener Fassungen des Stückes für unterschiedliche Zwecke oder Aufführungsanlässe bzw. Aufführungszeiten.
Heutige Herausgeber veröffentlichen daher in der Regel kollationierte Ausgaben und entscheiden von Fall zu Fall an den abweichenden Stellen nach eigenem Ermessen, welche der Lesarten von (Q) oder (F) sie übernehmen. Die Druckfassung des Second Quarto, die Augustine Mathewes 1630 für Richard Hawkins druckte, ist dagegen für die heutige Diskussion editorischer Details unerheblich.

## Rezeptionsgeschichte und Werkkritik
Obwohl das Werk, das entstehungsgeschichtlich zwischen Hamlet und King Lear liegt, von seinen Kritikern und Interpreten einhellig zu den Großen Tragödien Shakespeares gezählt wird, nimmt es dennoch eine Sonderstellung ein. Zwar liegt auch den anderen Tragödien Shakespeares kein einheitliches Modell zugrunde; allerdings wird in der Werkkritik spätestens seit dem Anfang des 19. Jahrhunderts Othello vornehmlich von seiner Andersartigkeit her aufgenommen. So unterschiedlich die Kritiken und Interpretationen im Einzelnen auch ausfallen, so findet sich zumindest in neueren Kritiken dennoch vorrangig das Bemühen, die Besonderheiten dieses Stückes genauer zu definieren und zu erläutern. Von zahlreichen Kritikern wird dabei die Andersartigkeit des Stückes weniger als Auszeichnung denn als Beschränkung begriffen, ohne jedoch ernsthaft zu bestreiten, dass Othello zweifellos den Great Tragedies zuzurechnen ist.
In den ersten beiden Jahrhunderten seiner Wirkungsgeschichte wurde Othello demgegenüber noch nicht so sehr in seiner Sonderrolle gesehen, sondern eher als Inbegriff der dramatischen Kunst Shakespeares schlechthin verstanden. Kaum ein anderes Werk Shakespeares erfreute sich in der Entstehungsepoche so großer Beliebtheit und wurde so kontinuierlich zumeist im Originaltext auf die Bühne gebracht und gefeiert wie Othello.
Das Stück wurde nicht nur in den beiden Häusern der King’s Men, dem Globe und dem Blackfriars, wiederholt aufgeführt, sondern auch am Königshof bei besonderen Anlässen häufiger als andere Stücke dargeboten. In der Restaurationszeit gehörte das Werk zu den wenigen Stücken des elisabethanischen Theaters, das ohne einschneidende Bearbeitungen oder Veränderungen in das Repertoire aufgenommen wurde. Im Gegensatz zu anderen Werken entsprach das Stück weitgehend den neoklassizistischen Vorstellungen von den drei Einheiten und enthielt mit der Titelfigur, die als exotischer, aristokratischer und militärischer Held dargestellt wurde, einen für die Restaurationszeit idealen Tragödienhelden. Selbst Kritiker wie Thomas Rymer, die Othello als Beispiel der überholten Primitivkultur des elisabethanischen Dramas ansahen, konnten nicht umhin, anzuerkennen, dass das Werk für die meisten Zeitgenossen vor allen anderen Tragödien („above all other Tragedies on our Theatres“) rangierte.
Während im 18. Jahrhundert vor allem Othellos Rolle als romantischer Liebhaber im Vordergrund stand, wurde das Stück im 19. Jahrhundert verstärkt als Melodrama gespielt. Galt Iago bis dahin vorrangig als eindimensionaler Bösewicht und amoralischer Gegenspieler gegenüber den Kräften der sozialen Ordnung und des Ehrenkodexes, so wurde seine Rolle nun stärker psychologisch ausdifferenziert. Othello als Titelheld wurde in der Kritik und auf der Bühne ebenfalls in gewandelter Form mehrdimensional rezipiert, aber bis in die letzten Jahrzehnte des 20. Jahrhunderts weitgehend ungebrochen in eine rassistisch geprägte Forschungs- und Theatertradition eingebettet.

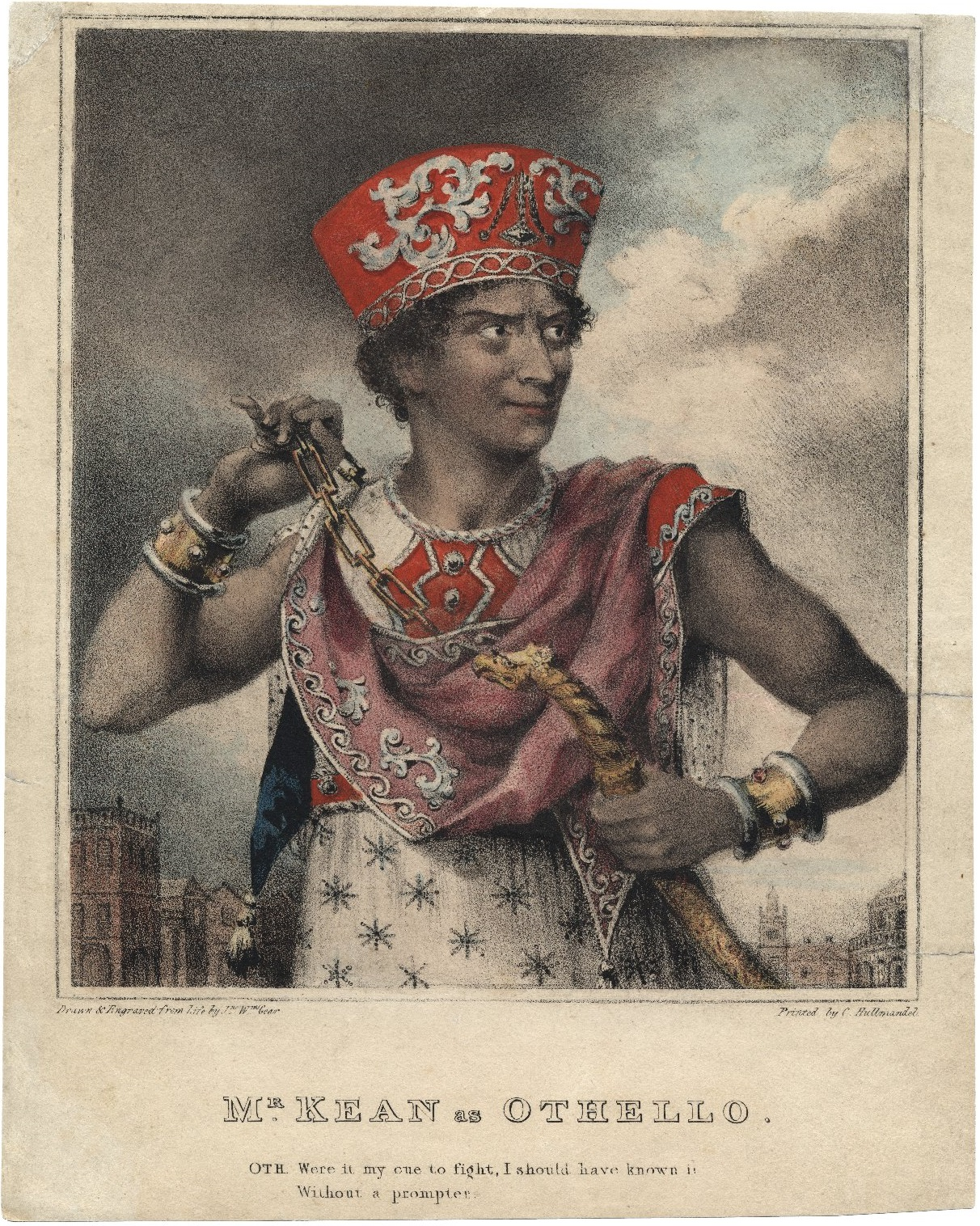
Edmund Kean mit dunkel geschminktem Gesicht als Othello

Othello gehörte im England des 17. und 18. Jahrhunderts zu den beliebtesten Shakespeare-Stücken. Samuel Johnson als einer der einflussreichsten Vertreter der Literaturkritik des 18. Jahrhunderts beispielsweise war der Ansicht, dass Othello als dramatisches Werk für sich spreche und keiner Interpretation durch die Literaturkritiker bedürfe. Er rühmte vor allem die Zeichnung der Charaktere und lobte die abwechslungsreiche und spannende Handlungsführung; die von anderen Kritikern teilweise beanstandete Unwahrscheinlichkeit des Intrigenspiels Iagos betrachtete er als künstlerisch geschickt oder natürlich (artfully natural).
Die positive Aufnahme und Wertschätzung des Werkes durch die tonangebenden Vertreter der Literaturkritik und Deutung blieb bis weit in das 20. Jahrhundert ungebrochen. So betonte beispielsweise Andrew Cecil Bradley, dessen Ansatz des character criticism die Shakespeare-Forschung seit Beginn des 20. Jahrhunderts über lange Zeit maßgeblich prägte, die tragische Größe der Titelfigur des Dramas. Zugleich vertrat er in seiner „lecture“ über Othello die Auffassung, dieser sei die „bei weitem romantischste Figur unter Shakespeares Helden“ („by far the most romantic figure among Shakespeare’s heroes“). Bradley zufolge tötet Othello Desdemona nicht aufgrund seiner Eifersucht; vielmehr führt die nahezu übermenschliche Gerissenheit Iagos ihn nach Bradleys Auffassung zu einer Überzeugung, die jeder gewonnen hätte, der wie Othello an die Ehrlichkeit und Aufrichtigkeit („honesty“) glaubt.
Ein Gegenposition zu Bradley vertrat allerdings F. R. Leavis, der in seinem Essay Diabolic Intellect and the Noble Hero: or The Sentimentalist’s Othello 1937 Bradleys Charakterzeichnung ein anderes Bild der Titelfigur gegenüberstellte: Laut Leavis zeigt Shakespeare einen Othello, der von Anfang an kein wirkliches Vertrauen in seine Ehefrau hat, Iagos Verdächtigungen überraschend bereitwillig annimmt und sich schließlich zum „heroischen Märtyrer stilisiert“. Iago stellt nach Leavis dar, das in Othello selbst angelegt ist: „the essential traitor is within the gates“. Dieser später mehrfach modifizierte Deutungsansatz führte dazu, die Tragödie als Eifersuchtsdrama aufzufassen, in dem Othellos Eifersucht nur angestachelt werden kann, weil seine Liebe von Beginn an „selbstbezogen“ war. Nachfolgende Interpretationen kehrten jedoch wieder zu Bradleys Interpretation des Dramas und seiner Titelfigur zurück.
Nicht immer war jedoch die Bewunderung des Publikums so groß: das französische Publikum um 1800 lehnte das Stück vehement ab, obwohl es der Übersetzer Jean-François Ducis bei der Übertragung entschärft hatte und ein wahlweise zu verwendendes Happy End geschrieben hatte. Die Romantik dagegen fand Zugang zu dem tragischen Stück, wie entsprechende Vertonungen und Gemälde (u. a. von Eugène Delacroix, Alexandre-Marie Colin, Robert Alexander Hillingford) zeigen.
In der weiteren Rezeptionsgeschichte des Werkes trennten sich die Wege der Kritik und des Theaters. Auf der Bühne hat das Werk über die Zeit hinweg seine Beliebtheit als Drama sowohl bei den Theatermachern als auch beim Publikum behalten. Vor allem die Intensität der emotionalen Wirkung des Stückes gilt bis heute als kaum zu übertreffen, sowohl im Hinblick auf das Mitempfinden oder Mitleiden mit den Hauptfiguren Othello und Desdemona als auch im Hinblick auf die schreckliche Faszination der Gestalt des Iago. Die auf der Bühne dargestellten Leidenschaften und Aktionen sind aus der Perspektive der Theaterbesucher gesehen zwar extrem, vermindern aber nicht die Betroffenheit oder auch die wiedererkennende Vertrautheit mit menschlichen Grundphänomenen wie Eifersucht, Besitz- oder Herrschaftsansprüchen in der Liebe sowie die Gefahren eines absoluten Vertrauens oder der Akzeptanz und Fremdheit in einer Gesellschaft. Auch die Machenschaften Iagos lassen sich von den Zuschauern stets aufs Neue als Spielformen des alltäglichen Bösen begreifen.

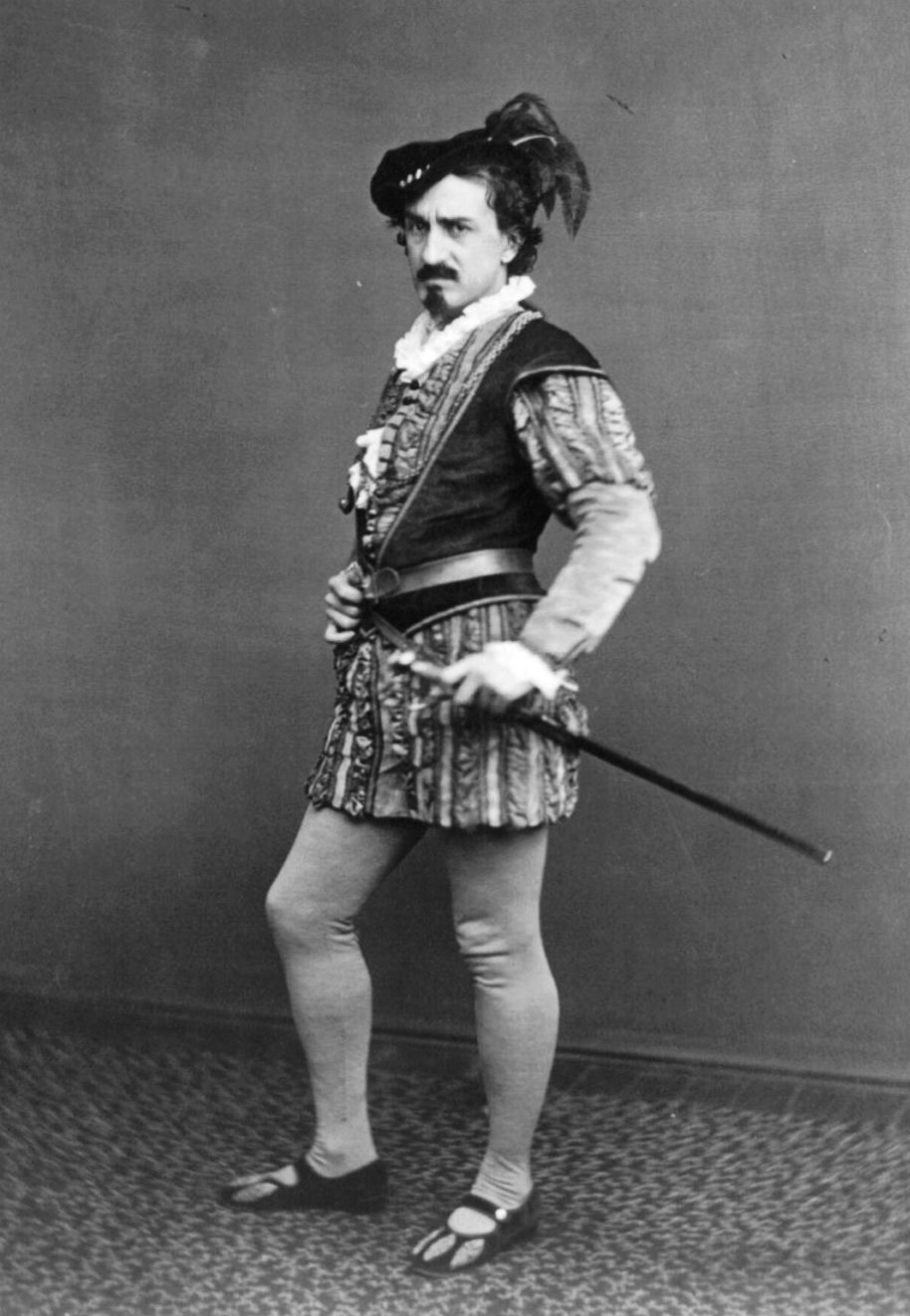
Edwin Booth als Iago

Die perfekte Dramaturgie der einsträngigen und trotz der zahlreichen Wendungen überschaubaren Handlung sorgt dafür, dass das Bühnengeschehen als spannend erlebt wird. Wie auch in anderen Stücken Shakespeares wird der Zuschauer ins Vertrauen gezogen und weiß in der Regel mehr als die dramatischen Figuren selbst. So dienen Iagos Monologe dazu, die Zuschauer über dessen Pläne zu informieren. Die Informationsstrategie, die Shakespeare in diesem Werk verfolgt, vermittelt dem Zuschauer aber nicht wie in vielen seiner Komödien ein sicheres Besserwissen oder Vorherwissen, da Iago ein wenig vertrauenswürdiger Informant ist. Der Zuschauer wird zwar zum Mitwisser seiner Pläne und Absichten, muss sich aber mit seinen Motiven sowie seiner Charakterisierung der anderen dramatischen Figuren immer wieder kritisch oder fragend auseinandersetzen.
So lässt, wie Dieter Mehl in seiner Deutung ausführt, Shakespeare keinen Zweifel daran, dass Desdemona in keiner Weise Verantwortung für Othellos unheilvolle Verwandlung trägt, durch ihr ahnungsloses Verhalten womöglich seine Verwirrtheit jedoch in tragischer Weise steigert. Nur wenn ein außenstehender Zuschauer sich in Othellos verwirrten Zustand hineinversetzen kann, wird die aufreizende Wirkung mancher Äußerungen Desmonas auf Othello überhaupt nachvollziehbar.
Mit dem umfangreichen Part Iagos gehört Othello zu den wenigen Shakespearedramen mit zwei gleichgewichtigen Männerrollen; zahlreiche berühmte Schauspieler des englischsprachigen Theaters von Thomas Betterton, David Garrick oder Edmund Kean bis hin zu Edwin Booth, Laurence Olivier und John Gielgud oder Paul Scofield, um nur einige zu nennen, haben eine der beiden Rollen oder oftmals auch beide Rollen gespielt.
Othello wurde in Theateraufführungen und Kinofassungen, so etwa von Orson Welles 1952 und von Laurence Olivier 1965 mit schwarzgemaltem Gesicht gespielt. Solches Blackfacing war jahrhundertelang Tradition im Theater und wird erst seit einigen Jahren problematisiert. Doch früh wurde die Rolle auch mit dunkelhäutigen Schauspielern besetzt. Heinrich Heine spottete 1824 in der Harzreise, künftig werde man auch die Rollen von Frauen auf Abwegen, Dummköpfen und betrogenen Ehemännern mit Menschen mit eben diesen Eigenschaften besetzen, „die man alle drei nicht erst aus Afrika zu verschreiben braucht“. 1930 spielte der afroamerikanische Schauspieler Paul Robeson in London den Othello, und wurde von einem ebenfalls dunkelhäutigen Schauspieler kritisiert: „He did not have to act“. In seinem Verständnis war die Aufgabe des Schauspielers darauf reduziert, „eine bestimmte Physiognomie oder Hautfarbe darzustellen“.
In der jüngeren literaturwissenschaftlichen oder literaturkritischen Rezeption und Auseinandersetzung mit dem Werk finden sich seit dem ausgehenden 20. Jahrhundert unter dem Einfluss postkolonialer Kritik vor allem seit den 1980er Jahren verschiedene Versuche, die rassistische Tradition der Interpretation des Werkes zu durchbrechen, was in der Folge zu völlig unterschiedlichen Neudeutungen des Werkes geführt hat.
In den Vordergrund rückt die Fremdheit des Wesens und der Lebensgeschichte Othellos, die ihn nicht nur für die venezianische Gesellschaft attraktiv macht, sondern als Andersartigkeit auch die Grundlage für die wechselseitige emotionale und sexuelle Anziehungskraft zwischen Desdemona und ihm bildet. Aufgrund der kulturellen Gegensätzlichkeit ist diese Beziehung zwischen ihnen, die beide ihre jeweils zuvor bestehenden emotionalen Brücken abgebrochen haben, trotz der Absolutheit ihrer gegenseitigen Liebe jedoch sehr verletzlich und durch Iagos intrigantes Spiel leicht zerstörbar. Während Desdemonas höfische Erziehung und ihr dadurch geprägtes Verhalten Othello fremd bleiben, hat er als Soldat und Befehlshaber unbeschränktes Vertrauen in seinen Untergebenen Iago und rühmt sogar mehrfach des Integrität („honesty)“ sogar dem Dogen gegenüber. Für den Zuschauer, dem Iagos böwillige Absichten bekannt sind, ist diese Leichtgläubigkeit und Selbsttäuschung Othellos, die Iago eben sein leichtes Spiel ermöglichen, von Anfang an offenkundig. Othellos andersartige Persönlichkeit schafft für Shakespeare als Dramatiker zugleich den Raum, Othellos Eifersucht zu veranschaulichen: Seine Fremdheit und sein Soldatentum erklären nicht nur seine Ichbezogenheit und seine Minderwertigkeitskomplexe, sondern „prädestinieren“ ihn derart zugleich für die „Rolle als Eifersüchtiger“. Sein „ritterlicher Stolz“ lässt ihn besonders leiden; die vermeintliche Untreue Desdemonas stellt für ihn in seiner Verzweiflung eine Ehrverletzung dar, die einzig durch ihren Tod gesühnt werden kann. In seiner Selbsttäuschung sieht er sich nach der Tötung Desdemonas als „honorable murderer“ (dtsch. „ehrenhafter Mörder“; V,2, Z.291 f. in der Oxford-Ausgabe bzw. V,2, 294f. in der Arden-Ausgabe), der nicht voller Hass, sondern der Ehre wegen gemordet hat. Gleichzeitig vergleicht er sich unmittelbar vor seinem Selbstmord jedoch nach der Q-Lesart (Z.347) mit einem „nichtswürdigen Wilden“ und identifiziert sich mit seiner Tat selbst „mit einem niederträchtigen Türken“(V,2, Z. 352 f. in der Oxford-Ausgabe, Z. 351 f. in der Arden-Ausgabe) das heißt für ihn mit der Inkarnation des Bösen schlechthin.
In aktuelleren Bühnenaufführungen wurden in ähnlicher Ausrichtung teilweise sämtliche Rollen des Stückes mit schwarzen Schauspielern besetzt, um die schwarz-weiße Binarität zu hinterfragen, so beispielsweise in den Inszenierungen von Charles Marowitz 1972 und von H. Scott 1989/90. In der Hamburger Inszenierung des Stückes von Peter Zadek wurde 1976 die Rolle des Othello als grotesker „Bilderbuchmohr“ gespielt, um derart auf die Strategien der Stereotypisierung in der Aufführung selbst hinzuweisen.
Ebenso wird in verschiedenen neueren Interpretationen und Kritiken des Stückes der Blick auf die Darstellung der Geschlechterrollen und -konflikte gelenkt, mit wiederum völlig unterschiedlichen Ausdeutungen. Einerseits wird Desdemonas Verhalten beispielsweise von Dympna Callaghan in ihrer Analyse als emanzipatorische Überschreitung der traditionellen Geschlechtergrenzen der elisabethanischen Zeit in mehrfacher Hinsicht gedeutet. So habe Desdemona sich gegen den Willen ihres Vaters mit Othello verbunden, dem Mann ihrer Wahl, zu dessen Werbung sie selbst den Anstoß gegeben habe. Darüber hinaus richte sich ihr Begehren auf einen Außenseiter der Gesellschaft; Desdemona erweise sich dabei als eine selbstbewusste töchterliche Verfechterin der weiblichen Eigenständigkeit in der Partnerwahl.
In der feministisch orientierten jüngeren Literaturkritik werden demgegenüber unter dem Einfluss der Gender Studies die misogynen Implikationen eines dualistischen Frauenbildes in Shakespeares Werk hervorgehoben, in dem Desdemonas Sinnlichkeit von Anfang an die mögliche Wandlung von saint to whore (von der Heiligen zur Hure) impliziere. Iagos Kennzeichnung und Aburteilung Desdemonas als general’s general verweise in diesem Zusammenhang auf die kulturelle Angst vor dem Zusammenbruch der traditionellen Geschlechterdifferenzen und damit auf die Notwendigkeit, Desdemona endgültig zum Schweigen zu bringen; Desdemonas wie auch Emilias Verstoß gegen die Gebote der weiblichen Keuschheit und des weiblichen Gehorsams müsse in Shakespeares Drama daher als Angriff auf die Grundfeste der Gesellschaft unbarmherzig geahndet werden.
Diese veränderte Ausrichtung in den jüngeren Deutungs- und Analyseansätzen seitens des postcolonialism und des feminism hat seit Ende des 20. Jahrhunderts ebenso zu einer Verschiebung der Akzentuierungen in den neueren Inszenierungen des Stückes geführt. So wird etwa in heutigen Inszenierungen Desdemona eine aktivere Rolle zugedacht, als der Text es ursprünglich nahelegte. Zeilen, in denen Desdemona nach heutigem Verständnis als besonders schwach oder unterwürfig erscheint, werden ausgeblendet; modernere Inszenierungen des Othello beginnen zudem vorzugsweise mit Desdemonas Flucht aus dem Haus ihres Vaters hin zu Othello. In einer Aufführung des National Theatre 1997/98 unter der Regie von Sam Mendes reagiert Desdemona sogar mit einem körperlichen Angriff auf Othello, als er sie in 4.1 des Ehebruchs bezichtigt, indem sie mit ihren Fäusten auf seine Brust schlägt.
In betonter Form kontrastieren moderne Inszenierungen zudem häufig die sexuell erfüllte Ehe von Othello und Desdemona mit der unerfüllten, frustrierten Beziehung zwischen Iago und Emilia. Zudem wird die Rolle Biancas aufgewertet und nicht länger als rein komisches und kaum erforderliches Beiwerk angesehen.
Während im 17. und 18. Jahrhundert eine Reihe Schauspieler nur ungern die Rolle des böswilligen Intriganten Iago übernehmen wollten, weigern sich heute dunkelhäutige Schauspieler oftmals, die Rolle des Othello zu spielen, um nicht als leichtgläubig und von animalischen Trieben bestimmt zu gelten.

## Adaptionen und Bearbeitungen

### Verfilmungen
Othello wurde verschiedene Male verfilmt. Eine erste Verfilmung als Stummfilm erschien 1907 in Deutschland unter der Regie von Franz Porten; es folgten im selben Jahr eine italienische Verfilmung unter der Regie von Mario Caserini sowie im folgenden Jahr eine amerikanische Produktion unter der Regie von William V. Ranous mit Hector Dion als Iago und Paul Panzer als Cassio. 1918 erschien eine weitere frühe deutsche Verfilmung unter der Regie von Max Mack, der 1922 die in Deutschland produzierte Filmversion unter der Leitung von Dimitri Buchowetzki mit Emil Jannings in der Rolle des Othello und Werner Krauß in der Rolle des Iago folgte.
Zu den herausragenden Verfilmungen der zweiten Hälfte des 20. Jahrhunderts zählt die Fassung von 1952 mit Orson Welles als Othello, die in der ursprünglichen Version als Schwarzweiß-Film die Hell/Dunkel-Metaphorik des Werkes in besonders gelungener Form zur Geltung brachte. Welles’ Film, der 1952 den Grand Prix auf dem Filmfestival von Cannes erhielt, beeindruckte neben der Charakterdarstellung vor allem durch seine imposanten Bilder und eine interessante Kameraführung. Er beginnt mit einer Begräbnisprozession auf dem Wall der Burg von Zypern, die dem Ende des Shakespeare’schen Dramas folgen könnte, und lenkt anschließend mit einer Stimme aus dem off zurück auf den Anfang der Tragödie.
Nach einer Verfilmung durch den sowjetischen Regisseur Sergei Iossifowitsch Jutkewitsch 1955 entstand 1965 unter der Regie von Stuart Burge eine Verfilmung mit Laurence Olivier in der Titelrolle. Diese Fassung basierte auf der Inszenierung des Othello von John Dexter am Royal National Theatre in London 1964. Bühnenbild und Kostüme wurden in der Filmversion unverändert übernommen; durch zahlreiche Nahaufnahmen wurde versucht, die Intensität der Wirkung auf die Zuschauer zu steigern.
Im Rahmen einer Reihe von Shakespeare-Verfilmungen der British Broadcasting Corporation wurde das Drama 1981 unter der Regie von Jonathan Miller mit Anthony Hopkins als Othello verfilmt. Trotz der Starbesetzung und der schauspielerischen Leistungen der Darsteller und Darstellerinnen wurden in verschiedenen Filmrezensionen allerdings die statische Kameraführung und die unglücklich gewählten Kostüme in dieser Fernsehverfilmung der BBC kritisiert.
Unmittelbar nach dem Ende der Apartheid in Südafrika entstand 1989 eine Verfilmung der Inszenierung von 1988 am Market Theatre in Johannesburg unter der Regie von Janet Suzman.
Basierend auf einer Produktion der Royal Shakespeare Company produzierte Trevor Nunn 1990 eine Filmfassung mit Willard White als Othello, Imogen Stubbs als Desdemona und Ian McKellen als Iago. Nunn verlegte in dieser Version die Handlung des Dramas in den Amerikanischen Bürgerkrieg.
Nach dem Drehbuch auf der Vorlage Shakespeares und unter der Regie von Oliver Parker entstand 1995 einer international kommerzialisierte britisch-amerikanische Filmfassung des Othello mit dem bekannten schwarzen amerikanischen Schauspieler Laurence Fishburne in der Titelrolle, dem namhaften britischen Schauspieler und Shakespeare-Darsteller Kenneth Branagh in der Rolle des Iago und der schweizerisch-französischen Theater- und Filmschauspielerin Irène Jacob als Desdemona. In dieser Verfilmung mit kurzen Kameraeinstellungen und schnellem Spieltempo wurde vieles umgestellt und nahezu die Hälfte des Originaltextes gestrichen. Nachdem Othello seine Maske abnimmt, zeigt sich dem Publikum der schwarze Othello; mit dieser Einstellung wird der Eindruck erzeugt, dass alle außer ihm und Iago selbst Masken tragen. Als neues visuelles Element setzt Parker zudem Schachfiguren ein, mit deren Hilfe Iago zunächst seinen intriganten Plan darstellt, um sie letztlich zu versenken. Das Werben Othellos um Desdemona und der Vollzug der Ehe werden in Rückblenden gezeigt; zugleich blendet Parker zur Umsetzung von Othellos Äußerungen in 4.1.42 Szenen einer erotischen Begegnung von Desdemona und Cassio ein, wobei deren nackte Körper gezeigt werden. Am Ende der Verfilmung Parkers werden zwei Leichen, womöglich die Othellos und Desdemonas, jeweils in ein weißes Tuch eingehüllt getrennt vom Schiff aus dem Kanal übergeben. Parkers Verfilmung des Othello wurde von den Kritikern mit gemischten Reaktionen aufgenommen.

### Vertonungen
Zu den bekanntesten musikalischen Umsetzungen der Tragödie Shakespeares gehört vor allem Giuseppe Verdis Oper Otello, die mit dem Libretto von Arrigo Boito am 5. Februar 1882 an der Mailänder Scala uraufgeführt wurde. Verdis Oper, die erst mit dem zweiten Akt des Shakespeare’schen Dramas beginnt, blendet die Handlung der Vorgeschichte aus und legt den Fokus auf die Ereignisse in Zypern. Die Entstehung der Liebesbeziehung zwischen Othello und Desdemona wird in Boitos Textfassung als Rückschau in dem ersten Liebesduett am Ende von 1.3 dargeboten; Desdemonas selbstbewusstes Auftreten dem Senat und ihrem Vater gegenüber entfallen ebenso wie Brabantios Warnung an Otello vor einer Frau, die ihren Vater täusche und daher auch ihren Ehemann betrügen könne (I.3.293 f.) Im Gegensatz zu Shakespeares Drama, in dem Desdemona zu Beginn als aktiv handelnde Frau auftritt, präsentiert Boito in seiner Fassung dem Zeitgeist des 19. Jahrhunderts entsprechend eine demütige, völlig hingebungsvolle Desdemona, die insbesondere in ihrem Nachtgebet „Ave Maria“ Schutz und Beistand bei der heiligen Jungfrau Maria als Beschützerin der Armen und Schwachen sucht. Othello wird von Boito zum makellosen Idealbild eines heroischen Feldherrn und liebenden Gatten stilisiert; Iago wird demgegenüber zur Inkarnation des Bösen und Zerstörerischen schlechthin.
Im Gegensatz zu Verdis Vertonung geht das 1816 von Francesco Maria Berio verfasste Libretto von Gioachino Rossinis Dramma per musica Othello oder Der Mohr von Venedig (Otello ossia Il moro di Venezia) nicht allein auf die ursprüngliche Version von Shakespeares Tragödie zurück. Als Vorlagen werden hier zugleich die Umgestaltung des Stoffes durch Jean-François Ducis sowie die Bearbeitung durch Giovanni Carlo Baron Cosenza genutzt.
Der Hamburger Arnold Krug komponierte 1884 einen Symphonischen Prolog zu Shakespear’s Othello, op. 27. Das symphonische Werk feierte am 14. November 1885 in New York unter Theodore Thomas seine Uraufführung.

### Dramatische Bearbeitungen
Im frühen 19. Jahrhundert findet man zudem einaktige Othello-Bearbeitungen etwa Karl Meisl: Othellerl, Der Mohr von Wien oder Die geheilte Eifersucht. Posse in drei Aufzügen (1806) oder Joseph Ferdinand Kringsteiner: Othello, der Mohr in Wien. Eine Posse mit Gesang in einem Aufzuge (1806).

## Textausgaben
Gesamtausgaben
- John Jowett, William Montgomery, Gary Taylor und Stanley Wells (Hrsg.): The Oxford Shakespeare. The Complete Works. Oxford University Press, Oxford 2005, ISBN 978-0-19-926718-7
- Jonathan Bate, Eric Rasmussen (Hrsg.): William Shakespeare Complete Works. The RSC Shakespeare, Macmillan Publishers 2008, ISBN 978-0-230-20095-1

Englisch
- E. A. J. Honigmann (Hrsg.): William Shakespeare: Othello. The Arden Shakespeare. Third Series. Bloomsbury Publishing, London 1997, ISBN 978-1-903436-45-5
- Norman Sanders (Hrsg.): William Shakespeare: Othello. New Cambridge Shakespeare. Cambridge University Press, Cambridge 2003, ISBN 978-0-521-53517-5
- Michael Neill (Hrsg.): William Shakespeare: Othello. The Oxford Shakespeare. Oxford University Press, Oxford 2006, ISBN 978-0-19-953587-3
- Dieter Hamblock (Hrsg.): William Shakespeare, Othello. Reclam, Stuttgart 2013, ISBN 978-3-15-019882-7.

Deutsch
- Balz Engler (Hrsg.): William Shakespeare: Othello. Englisch-deutsche Studienausgabe. Stauffenburg Verlag, Tübingen 2004, ISBN 3-86057-549-X
- Frank Günther (Hrsg.): William Shakespeare: Othello. Zweisprachige Ausgabe. dtv, München 2010, ISBN 978-3-423-12482-9